# Crassocephalum bougheyanum
Espèce
Statut de conservation UICN

 NT  : Quasi menacé
Crassocephalum bougheyanum est une espèce de plantes à fleurs de la famille des Asteraceae et du genre Crassocephalum, présente au Cameroun (mont Cameroun, monts Bamboutos) et en Guinée équatoriale (Bioko).

## Éymologie
Son épithète spécifique bougheyanum rend hommage au botaniste et universitaire ghanéen Arthur Stanley Boughey (1938 -).